# Чиміна
Чиміна (італ. Ciminà) — муніципалітет в Італії, у регіоні Калабрія,  метрополійне місто Реджо-Калабрія‎.
Чиміна розташована на відстані близько 510 км на південний схід від Рима, 85 км на південний захід від Катандзаро, 45 км на схід від Реджо-Калабрії.
Населення — 570 осіб (2014).
Щорічний фестиваль відбувається 6 грудня та la першої неділі травня. Покровитель — святий Миколай.

## Демографія
Населення за роками:

Станом на 1 січня 2023 року в муніципалітеті офіційно проживало 15 іноземців з 3 країн, серед них 9 громадян країн Євросоюзу та 2 громадяни України.

## Сусідні муніципалітети
- Антоніміна
- Ардоре
- Читтанова
- Молокьо
- Платі
- Сант'Іларіо-делло-Йоніо
- Вараподіо